# Vantagem comparativa
Em economia, a teoria das vantagens comparativas (ou princípio da vantagens comparativas) explica por que o comércio entre dois países, regiões ou pessoas pode ser benéfico, mesmo quando um deles é mais produtivo na fabricação de todos os bens. O que importa aqui não é o custo absoluto de produção, mas a razão de produtividade que cada país possui. O conceito é muito importante para a teoria do comércio internacional moderno.
Na vantagem absoluta, cada país se concentra em um nicho baseado nestas vantagens, beneficiando-se com a especialização em setores nos quais é mais eficiente, e comercializando os seus produtos com outros países.

Pela teoria das vantagens comparativas, mesmo que um país não possua vantagem absoluta, ele pode especializar-se nos setores em que apresenta vantagem comparativa. Um conceito relacionado é a vantagem competitiva.

## Teoria
A teoria foi formulada por David Ricardo, que criou uma explicação sistemática no seu livro The Principles of Political Economy and Taxation (1817), obra na qual se deu início a análise de comércio internacional, onde este passa a ser regido pelas vantagens comparativas e não pelas vantagens absolutas, como acreditava Adam Smith (1776). 

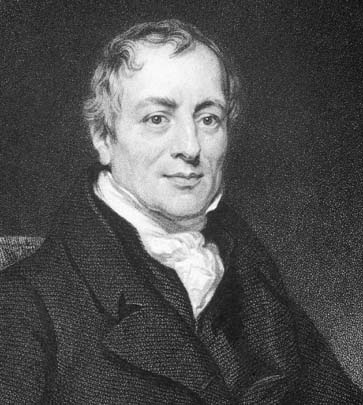
David Ricardo

Através da análise ricardiana é possível perceber que tudo remonta às falhas na teoria smithiana de preços. David Ricardo (1831) usa como exemplo Inglaterra e Portugal. Onde em Portugal, é possível produzir tanto vinho quanto tecidos com menos trabalho do que na Inglaterra. 
A produtividade relativa de Portugal e Inglaterra pode ser medida através da relação do quanto de trabalho é necessário empregar para cada unidade produzida do bem, onde esta relação representa os denominados coeficientes técnicos de trabalho. 
Analisando a relação de Portugal e Inglaterra, e vendo que o primeiro produz ambos os bens com menos trabalho do que a Inglaterra pode-se afirmar que este último possui as chamadas vantagens absolutas, estas vantagens refletem a produção em unidades absolutas, não medindo, portanto o custo relativo da produção, o qual é comparado com o salário de cada país. 
Agora é possível demonstrar a relação entre os coeficientes técnicos de trabalho e das vantagens absolutas. Os coeficientes técnicos de trabalho são dados pelo inverso da produtividade apresentada, isto é, se no caso da Inglaterra, ela possui uma produtividade relativa de 50 vinhos por hora de trabalho, então o coeficiente técnico deste será dado por a1* = 1/50 = 0,02.
Ao passo que Portugal, por ter uma produtividade relativa menor, apresentaria um coeficiente técnico de trabalho maior, isso mostra que um país que possui vantagens absolutas num bem apresentará um coeficiente técnico de trabalho menor em comparação ao outro país, que não possui tal vantagem. 
Agora é possível avaliar quanto irá ser produzido dos bens 1 e 2 em cada país. As quantidades destes bens, Q1 e Q2, são determinadas através da relação entre o trabalho empregado em cada um dos bens, que em conjunto representam o trabalho total da economia, e da demanda das firmas pela tecnologia, a qual é dada pelo coeficiente técnico de trabalho. 
Assim o conjunto das combinações de quantidades produzidas representa o mix de produtos, o qual compõe a denominada Fronteira de Possibilidades de Produção (FPP). 
As quantidades produzidas apresentam uma relação negativa com tal fronteira, devido à escassez de trabalho. Podemos interpretar esta escassez a partir da situação em que, os produtores só conseguem atrair mais trabalho pagando salário melhor, tal fenômeno motivaria os trabalhadores a abandonarem um setor e irem para outro, sendo que o custo de se produzir mais de um bem representa abandonar parte da produção de outro bem, isto é chamado de custo de oportunidade.
Assim um país possuirá uma inclinação mais achatada na FPP conforme seu custo-oportunidade for menor, no caso entre Inglaterra e Portugal, o primeiro apresentará uma FPP mais chata quanto estiver relacionada a vinho, evidenciando um menor custo de produção deste bem neste país quando comparado a Portugal.

## Exemplos
Os seguintes exemplos formam situações hipotéticas que explicam o raciocínio por trás da teoria da vantagem comparativa.

### Exemplo 1
Pedro e José vivem sozinhos numa ilha isolada. Para sobreviver, é necessário que eles realizem algumas atividades econômicas básicas como transportar água, pescar, cozinhar, e construir um lar. Pedro é jovem e muito mais forte, rápido, e mais produtivo em todas atividades do que José, que é velho, fraco e improdutivo. Das atividades econômicas mencionadas, Pedro tem uma vantagem absoluta sobre José.
Apesar do fato de Pedro ter uma vantagem absoluta em tudo, não é de seu interesse (e muito menos de José) que se isolem para conduzir todas atividades econômicas por conta própria. Se os dois homens dividirem o trabalho de acordo com suas vantagens comparativas, Pedro se concentrará nas atividades em que ele é mais produtivo. No caso, transportar água e construir um lar. Enquanto José se concentrará em pescar e preparar a comida. Mesmo que Pedro conseguisse pescar e cozinhar de maneira muito mais eficaz que José, ele irá dedicar todo seu tempo para a construção e coleta de água, e deixará a comida por conta de José. E no fim, por meio de uma troca voluntária de bens e serviços, ambos estarão numa condição muito melhor do que se conduzissem essas mesmas atividades por conta própria.

### Exemplo 2
Suponhamos que nos 2 países, Brasil e Uruguai, produzam e consumam 2 produtos: Arroz e Tijolo. A eficiência de produção anual de ambos países difere da seguinte maneira:
Se ambos produzissem somente Arroz a produção anual seria a seguinte:
- Brasil: 100 toneladas
- Uruguai: 200 toneladas

Se ambos países produzissem somente Tijolo, a produção anual de cada pais seria:
- Brasil: 50 toneladas
- Uruguai: 400 toneladas

Uruguai tem uma vantagem absoluta de produção sobre o Brasil. A primeira impressão seria que não há benefício mutuo de troca entre as economias, já que o Uruguai é mais eficiente em tudo. Mas isso seria se não levássemos em consideração o custo de oportunidade que ambos países apresentam. No Uruguai, para cada 1 tonelada de Arroz produzida, o custo de oportunidade seria 2 toneladas de Tijolo. No Brasil para cada 1 tonelada de Arroz produzida, o custo de oportunidade seria 0,5 toneladas de Tijolo. Como se observa na produção de arroz, o custo de oportunidade do Brasil é menor do que o do Uruguai. Portanto na produção de Arroz, o Brasil tem uma vantagem comparativa sobre o Uruguai.
Se os dois países se especializarem nas áreas de produção que têm o menor custo de oportunidade, ambos se beneficiarão mutuamente por meio de troca. Para demonstrar como acontece esse processo segue o exemplo:
Presumimos que não há troca e ambos somente consomem o que produzem:
| País    | Arroz | Tijolo |
| ------- | ----- | ------ |
| Brasil  | 50    | 25     |
| Uruguai | 100   | 200    |
| TOTAL   | 150   | 225    |

Se ambos se especializarem nos produtos em que tenham vantagem comparativa, suas produções seriam as seguintes:
| País    | Arroz | Tijolo |
| ------- | ----- | ------ |
| Brasil  | 100   | 0      |
| Uruguai | 50    | 300    |
| TOTAL   | 150   | 300    |

Observa-se que com a especialização e troca de produtos, a produção de Arroz continua a mesma e há mais 75 toneladas de Tijolo produzidas.

## Crítica
A teoria ricardiana recebeu críticas da corrente estruturalista (escola cepalina) de Raúl Prebisch por desconsiderar a dinâmica de longo prazo dos preços dos bens cuja produção foi especializada pelos países. Além disso, a teoria não leva em conta outras questões, como o custo de transporte e ganhos de escala.
As formulações clássicas e neoclássicas da teoria da vantagem comparativa diferem nas ferramentas que utilizam mas partilham a mesma base e lógica. A teoria da vantagem comparativa diz que as forças de mercado impulsionam todos os factores de produção para a sua melhor utilização na economia. Indica que o comércio livre internacional beneficiaria todos os países participantes e o mundo no seu conjunto, porque poderiam aumentar a sua produção global e consumir mais se se especializassem de acordo com as suas vantagens comparativas. As mercadorias tornar-se-iam mais baratas e disponíveis em maiores quantidades.  Além disso, esta especialização não aconteceria por acaso nem por intenção política, mas seria automática. No entanto, de acordo com economistas não-neoclássicos, a aplicação das teorias do comércio livre e das vantagens comparativas baseia-se em hipóteses que não são teoricamente nem empiricamente válidas  ·  · : 
hipótese irrealista 1, capital e mão-de-obra não são internacionalmente móveis
A imobilidade internacional do trabalho e do capital é central para a teoria da vantagem comparativa. Sem ela, não haveria razão para que o comércio livre internacional fosse regulado por vantagens comparativas. Todos os economistas clássicos e neo-clássicos assumem que o trabalho e o capital não se movimentam entre nações. A nível internacional, só os bens produzidos podem circular livremente, com o capital e a mão-de-obra retidos no interior dos países. David Ricardo]] estava consciente de que a imobilidade internacional do trabalho e do capital é uma hipótese indispensável. Ele dedicou metade da sua explicação da teoria do seu livro a ela. Explicou mesmo que, se o trabalho e o capital pudessem mover-se internacionalmente, então a vantagem comparativa não poderia determinar o comércio internacional. Ricardo assumiu que as razões para a imobilidade do capital seriam · : 
 "a insegurança imaginária ou real do capital, quando este não está sob o controlo imediato do seu proprietário, bem como a natural relutância de cada homem em deixar o seu país natal e as suas ligações, e em confiar a si próprio todos os seus hábitos fixos, a um estranho governo e a novas leis". 
 Neoclassicos economistas, por outro lado, defendem a ideia de que a escala destes movimentos de trabalhadores e capitais é negligenciável. Desenvolveram a teoria da compensação de preços por factores que tornam estes movimentos supérfluos. 
Na prática, porém, os trabalhadores deslocam-se em grande número de um país para outro. Hoje em dia, a migração laboral é um fenómeno verdadeiramente global. E, à medida que os custos de transporte e de comunicação diminuíram, o capital tornou-se cada vez mais móvel e desloca-se frequentemente de um país para outro. Além disso, a hipótese neoclássica de que os factores estão presos a nível nacional não tem qualquer base teórica e a hipótese de igualização dos preços dos factores não pode justificar a imobilidade internacional. Além disso, não há provas de que os preços dos factores sejam nivelados a nível mundial. Portanto, as vantagens comparativas não podem determinar a estrutura do comércio internacional · . 
Se forem internacionalmente móveis e a utilização mais produtiva dos factores estiver noutro país, o comércio livre levá-los-á a migrar para esse país. Isto irá beneficiar a nação para a qual migram, mas não necessariamente outras. Este problema aplica-se a todos os factores de produção, mas o cerne do problema é o capital. Assim, a mobilidade do capital substitui a vantagem comparativa, que se aplica quando o capital é forçado a escolher entre várias utilizações numa única economia nacional, por vantagem absoluta a nível internacional. E a vantagem absoluta não garante um bom resultado para todos os parceiros comerciais. O comércio está assim a passar de uma garantia teórica de relações ganha-ganha-ganha para uma possibilidade de relações ganha-perda · . 
hipótese irrealista 2, não existem externalidades
Uma externalidade é o termo utilizado quando o preço de um produto não reflecte o seu custo ou valor económico real. A externalidade negativa clássica é a degradação ambiental, que reduz o valor dos recursos naturais sem aumentar o preço do produto que os prejudicou. A externalidade positiva clássica é a invasão tecnológica, em que a invenção de um produto por uma empresa permite a outros copiar ou construir sobre ele, gerando uma riqueza que a empresa original não consegue captar. Se os preços estiverem errados devido a externalidades positivas ou negativas, o comércio livre produzirá resultados suboptimizados · . 
Por exemplo, as mercadorias de um país com padrões de poluição laxistas serão demasiado baratas. Em consequência, os seus parceiros comerciais importarão demasiado. E o país exportador irá exportar demasiado, concentrando demasiado a sua economia em indústrias que não são tão rentáveis como parecem, ignorando os danos da poluição.
Quanto às externalidades positivas, se uma indústria gera repercussões tecnológicas para o resto da economia, então o comércio livre pode permitir que essa [indústria] seja dizimada pela concorrência estrangeira, porque a economia ignora o seu valor oculto. Algumas indústrias geram novas tecnologias, permitem melhorias noutras indústrias e estimulam os avanços tecnológicos em toda a economia; por conseguinte, perder estas indústrias significa perder todas as indústrias que delas teriam resultado no futuro · .
hipótese irrealista 3, os recursos produtivos deslocam-se facilmente de uma indústria para outra
A teoria da vantagem comparativa trata da melhor utilização dos recursos e da melhor forma de utilizar a economia. Mas pressupõe que os recursos utilizados para produzir um produto podem ser utilizados para produzir outro. Se não puderem, as importações não empurrarão a economia para indústrias mais adequadas às suas vantagens comparativas e só destruirão as indústrias existentes.
Por exemplo, quando os trabalhadores não podem mudar de uma indústria para outra - geralmente porque não têm as competências certas ou porque não vivem no lugar certo - as mudanças na vantagem comparativa da economia não os deslocarão para uma indústria mais apropriada, mas sim para o desemprego ou para empregos precários e de baixa produtividade · .
hipótese irrealista 4, os ganhos do comércio internacional são apenas ganhos estáticos
A teoria da vantagem comparativa permite uma análise "estática" em vez de "dinâmica" da economia [económica (actividade humana)| económica. Ou seja, olha para os factos de um único momento e determina a melhor resposta a esses factos nesse momento, tendo em conta as nossas produtividades em várias indústrias. Mas quando se trata de crescimento a longo prazo, nada diz sobre como os factos podem mudar amanhã e como podem ser alterados a favor de alguém. Não diz como melhor transformar amanhã os factores de produção em factores mais produtivos · .
Segundo a teoria, a única vantagem do comércio internacional é que os produtos se tornam mais baratos e disponíveis em maiores quantidades. A melhoria da eficiência estática dos recursos existentes seria, por conseguinte, o único benefício do comércio internacional. E a formulação neoclássica pressupõe que os factores de produção só são dados de forma exógena. As mudanças exógenas podem vir do crescimento demográfico, das políticas industriais, da taxa de acumulação de capital (propensão para a segurança) e das invenções tecnológicas, entre outras. Desenvolvimentos dinâmicos endógenos ao comércio, como o crescimento económico, não estão incorporados na teoria de Ricardo. E isto não é alterado pelo que se designa por "vantagem comparativa dinâmica". Nestes modelos, a vantagem comparativa desenvolve-se e muda com o tempo, mas esta mudança não é o resultado do comércio em si, mas de uma mudança nos factores exógenos · .
No entanto, o mundo, e em particular os países industrializados, caracterizam-se por ganhos dinâmicos endógenos ao comércio, tais como o crescimento técnico que conduziu a um aumento do nível de vida e da riqueza do mundo industrializado. Além disso, os ganhos dinâmicos são mais importantes do que os ganhos estáticos.
hipótese irrealista 5, o comércio será sempre equilibrado e existe um mecanismo de ajustamento
Uma hipótese crucial tanto na formulação clássica como neoclássica da teoria da vantagem comparativa é que o comércio é equilibrado, o que significa que o valor das importações é igual ao valor das exportações de cada país. O volume do comércio pode variar, mas o comércio internacional estará sempre em equilíbrio, pelo menos após algum tempo de ajustamento. O equilíbrio do comércio é essencial para a teoria porque o mecanismo de ajustamento resultante é responsável por transformar as vantagens comparativas dos custos de produção em vantagens de preço absolutas. E isto é necessário porque são as diferenças de preço absolutas que determinam o fluxo internacional de mercadorias. Uma vez que os consumidores compram um bem ao vendedor mais barato, as vantagens comparativas em termos de custos de produção devem ser transformadas em vantagens de preço absolutas. No caso das taxas de câmbio flexíveis, é o mecanismo de ajustamento cambial que é responsável por esta transformação das vantagens comparativas em vantagens de preço absolutas. No caso das taxas de câmbio fixas, a teoria neoclássica defende que o comércio é equilibrado por alterações nas taxas salariais · . 
Assim, se o comércio não fosse equilibrado em si mesmo e se não houvesse um mecanismo de ajustamento, não haveria razão para se obter uma vantagem comparativa. Contudo, os desequilíbrios comerciais são a norma e o comércio equilibrado é, na prática, apenas uma excepção. Além disso, crises financeiras como a crise asiática dos anos 90 mostram que os desequilíbrios da balança de pagamentos são raramente benignos e não se auto-regulamentam. Não existe, na prática, qualquer mecanismo de ajustamento. As vantagens comparativas não se traduzem em diferenças de preços e, por conseguinte, não podem explicar os fluxos de comércio internacional. Assim, teoria pode muito facilmente recomendar uma política comercial que nos proporcione o mais elevado nível de vida possível a curto prazo, mas nenhuma a longo prazo. É o que acontece quando uma nação tem um défice comercial, o que significa necessariamente que se endivida a estrangeiros ou que lhes vende os seus activos existentes. Assim, a nação aplica um frenesim de consumo a curto prazo seguido de um declínio a longo prazo · . 
hipótese irrealista 6, o comércio internacional é entendido como permuta
O pressuposto de que o comércio será sempre equilibrado é um corolário do facto de o comércio ser entendido como permuta. A definição de comércio internacional como troca directa é a base para o pressuposto de um comércio equilibrado. Ricardo insiste que o comércio internacional tem lugar como se fosse um mero comércio de permuta, uma presunção que é mantida por economistas clássicos e neoclássicos posteriores. A teoria da quantidade de moeda, que Ricardo utiliza, assume que a moeda é neutra e negligencia a velocidade de uma moeda. O dinheiro tem apenas uma função no comércio internacional, nomeadamente como meio de troca para facilitar o comércio · .
Na prática, porém, a velocidade de circulação não é constante e a quantidade de dinheiro não é neutra para a economia real. Um mundo capitalista não é caracterizado por uma economia de troca directa, mas sim por uma economia de mercado. A principal diferença no contexto do comércio internacional é que "as vendas e as compras já não têm de coincidir". O vendedor não é necessariamente obrigado a comprar imediatamente . Assim, o dinheiro não é apenas um meio de troca. É principalmente um meio de pagamento e é também utilizado para armazenar valor, para liquidar dívidas, para transferir riqueza. Assim, ao contrário da hipótese de permuta da teoria da vantagem comparativa, a moeda não é uma mercadoria como qualquer outra. Pelo contrário, é de importância prática possuir especificamente dinheiro e não qualquer mercadoria. E o dinheiro como reserva de valor num mundo de incerteza influencia significativamente os motivos e decisões dos detentores e produtores de riqueza · .  
hipótese irrealista 7, o trabalho ou o capital é utilizado até à plena capacidade
Ricardo e os economistas clássicos subsequentes assumem que o trabalho tende a ser plenamente empregado e que o capital é sempre plenamente utilizado numa economia liberalizada, porque nenhum proprietário de capital deixará o seu capital por utilizar, mas procurará sempre obter lucros com ele. A inexistência de limites à utilização do capital é uma consequência da lei Jean-Baptiste Say que presume que a produção é limitada apenas pelos recursos, que também é adoptada pelos economistas neoclássicos.
De um ponto de vista teórico, a teoria da vantagem comparativa deve partir do princípio de que a mão-de-obra ou o capital são utilizados em plena capacidade e que os recursos limitam a produção. Há duas razões para tal: a realização de ganhos através do comércio internacional e o mecanismo de ajustamento. Além disso, este pressuposto é necessário para o conceito de custos de oportunidade. Se houver desemprego (ou subutilização de recursos), não há custos de oportunidade, porque a produção de um bem pode ser aumentada sem diminuir a produção de outro bem. Uma vez que as vantagens comparativas são determinadas pelos custos de oportunidade na formulação neoclássica, estes não podem ser calculados e esta formulação perderia a sua base lógica · . 
Se os recursos de um país não fossem plenamente utilizados, a produção e o consumo poderiam ser aumentados a nível nacional sem participação no comércio internacional. Toda a lógica do comércio internacional desapareceria, bem como os ganhos potenciais. Nesse caso, um Estado poderia mesmo ganhar mais se se abstivesse de participar no comércio internacional e impulsionasse a produção interna, pois isso permitiria empregar mais mão-de-obra e capital e aumentar o rendimento nacional. Além disso, qualquer mecanismo de ajustamento subjacente à teoria já não funciona se existir desemprego · .
Na prática, porém, o mundo é caracterizado pelo desemprego. O desemprego e o subemprego do capital e do trabalho não são fenómenos de curto prazo, mas são comuns e generalizados. O desemprego e os recursos não explorados são a regra e não a excepção.